# Riparia cowani
Riparia cowani (ластівка мадагаскарська) — вид горобцеподібних птахів родини ластівкових (Hirundinidae). Ендемік Мадагаскару. Раніше вважався підвидом малої ластівки (Riparia paludicola), однак за результатами дослідження морфології і вокалізації був визнаний окремим видом.

## Поширення і екологія
Мадагаскарські ластівки мешкають у внутрішніх районах острова Мадагаскар. Вони живуть на берегах водно-болотних угідь, на висоті від 500 до 1800 м над рівнем моря.